# Mendoza (stad)
Mendoza of Ciudad de Mendoza is een stad in het westen van Argentinië en de hoofdstad van de provincie Mendoza. Bij de volkstelling van 2001 had de stad bijna 111.000 inwoners. Daarnaast wonen er ongeveer 800.000 mensen in het grootstedelijk gebied.
De stad is sinds 1934 de zetel van een rooms-katholiek bisdom en sinds 1961 van een aartsbisdom.

## Geschiedenis
De stad werd in 1561 gesticht door Pedro del Castillo en vernoemde de stad naar de gouverneur van Chili Don García Hurtado de Mendoza. Het gebied was reeds lange tijd bevolkt door de Huarpe- en Puelche-stammen. Vanuit de stad begon José de San Martín in 1813 de onafhankelijkheidsstrijd van Chili. In 1861 was er een verwoestende aardbeving die duizenden mensen doodde.
Tegen het einde van de 19e eeuw kreeg Mendoza een spoorwegverbinding met de hoofdstad Buenos Aires wat een einde maakte aan de geïsoleerde ligging. De reistijd tussen de twee plaatsen werd teruggebracht naar enkele dagen in plaats van maanden voor de spoorlijn gereed kwam. De groei van de stad kwam daarmee in een stroomversnelling.

## Klimaat
Mendoza kent een woestijnklimaat, volgens de klimaatclassificatie van Köppen BWh of BWk. Er valt weinig neerslag, minder dan 200 millimeter per jaar. De meeste neerslag valt in de zomer tussen november en maart. De winters zijn koud, maar omdat het een droge periode is valt er nauwelijks sneeuw.
| Maand                       | jan  | feb  | mrt  | apr  | mei  | jun  | jul  | aug  | sep  | okt  | nov  | dec  | Jaar  |
| --------------------------- | ---- | ---- | ---- | ---- | ---- | ---- | ---- | ---- | ---- | ---- | ---- | ---- | ----- |
| Gemiddeld maximum (°C)      | 32,2 | 30,6 | 27,3 | 23,5 | 19,4 | 15,6 | 15,3 | 18,5 | 21,2 | 25,5 | 29,0 | 31,5 | 24,1  |
| Gemiddelde temperatuur (°C) | 25,1 | 23,6 | 20,4 | 16,1 | 11,6 | 7,8  | 7,7  | 10,2 | 13,4 | 18,1 | 21,7 | 24,4 | 16,7  |
| Gemiddeld minimum (°C)      | 18,1 | 17,0 | 14,4 | 10,2 | 5,6  | 2,0  | 1,7  | 3,5  | 6,4  | 10,8 | 14,3 | 17,2 | 10,1  |
|                             |      |      |      |      |      |      |      |      |      |      |      |      |       |
| Neerslag (mm)               | 36,4 | 34,1 | 27,3 | 12,7 | 5,9  | 4,1  | 6,7  | 3,3  | 7,8  | 11,1 | 15,9 | 24,4 | 189,7 |
| Zonuren (uur/dag)           | 9,6  | 9,2  | 7,6  | 7,3  | 6,3  | 5,6  | 5,9  | 7,6  | 7,5  | 9,1  | 9,8  | 9,2  | 7,9   |
| Bron: NOAA (1961-1990)      |      |      |      |      |      |      |      |      |      |      |      |      |       |

## Economie
Mendoza ligt aan een belangrijke weg tussen de Argentijnse kust en Chili en is een uitvalsbasis voor bezoekers van het Andesgebergte, met name beklimmers van de Aconcagua.
Rondom Mendoza liggen veel wijngaarden en de provincie is de grootste wijnproducent van het land. De wijngaarden liggen tegen de bergen en tot zo’n 1500 meter is wijnbouw mogelijk. Vooral de Malbec slaat erg goed aan in de regio en is de meeste aangeplante blauwe wijndruif.
Op acht kilometer ten noordoosten van het stadscentrum ligt de internationale luchthaven Aeropuerto Internacional Gobernador Francisco Gabrielli. De luchthaven ligt 704 meter boven zeeniveau en telt een baan van 2835 meter lang en 54 meter breed. In 2014 maakten 1,3 miljoen passagiers gebruik van de faciliteiten van de luchthaven. De afstand door de lucht naar Buenos Aires is ongeveer 1000 kilometer en slechts 200 kilometer naar Santiago in Chili. De luchthaven wordt ook gebruikt door de Argentijnse luchtmacht waar met lichte vliegtuigen wordt gevlogen.

## Sport
In Argentinië is voetbal de belangrijkste sport. CD Godoy Cruz Antonio Tomba en CS Independiente Rivadavia zijn de twee belangrijkste voetbalclubs van Mendoza. Godoy Cruz komt momenteel uit op het hoogste niveau in de Primera División. Het Estadio Malvinas Argentinas is de thuisbasis van Godoy Cruz. Met dit stadion was Mendoza speelstad bij het WK voetbal van 1978. Het Nederlands elftal speelde daar zijn wedstrijden voor de eerste groepsfase.

## Bekende inwoners van Mendoza

### Geboren
- Juan Francisco Lombardo (1925-2012), voetballer
- Santiago García (1990-2021), voetballer
- Juan Giménez (1943-2020), striptekenaar
- Pablo Mastroeni (1976), voetballer
- Silvina D'Elia (1986), hockeyster
- Enzo Pérez (1986), voetballer
- Franco Di Santo (1989), voetballer
- Estefanía Banini (1990), voetbalster
- Ramiro Funes Mori (1991), voetballer
- Rogelio Funes Mori (1991), voetballer
- Taty Castellanos (1998), voetballer
- Ezequiel Bullaude (2000), voetballer